# Obtorto collo
Obtorto collo, littéralement "avec un mauvais cou" est une expression latine utilisée dans le langage courant pour indiquer l'acceptation d'impositions extérieures contre sa volonté. On peut le traduire par "sans le vouloir" ou "parce que forcé" ou "par la force".